# Сиволап, Иван Данилович
Иван Данилович Сиволап (1918—1941) — советский военнослужащий. Участник Советско-финской и Великой Отечественной войн. Герой Советского Союза (1940). Старшина.

## Биография
Иван Данилович Сиволап родился в 1918 году в селе Малониколаевка (ныне посёлок городского типа Антрацитовского района Луганской области Украины) в крестьянской семье. Украинец.
Закончил семь классов школы и курсы трактористов при Ивановской машинно-тракторной станции. До призыва в армию работал трактористом в колхозе. Участник стахановского движения.
В ряды Рабоче-крестьянской Красной Армии И. Д. Сиволап был призван осенью 1938 года. Службу нёс в Ленинградском военном округе во 2-м танковом полку, который дислоцировался в Красногвардейске. Освоил специальность механика-водителя танка Т-26. В связи с реформированием автобронетанковых войск в сентябре 1939 года 2-й танковый полк был преобразован в 40-ю лёгкую танковую бригаду, которая 28 сентября 1939 года была переведена в Остров и включена в состав 8-й армии. Однако вследствие обострения Советско-финляндских отношений 9 октября 1939 года бригада была переброшена на Карельский перешеек в Вартемяги.
В боях с белофиннами младший командир И. Д. Сиволап с первых дней в составе 155-го отдельного танкового батальона 40-й танковой бригады 19-го стрелкового корпуса 7-й армии. 40-я танковая бригада действовала в центральной части Карельского перешейка. В самом начале наступления 1 декабря 1939 года танк, механиком-водителем которого был младший командир Сиволап, подорвался на противотанковой мине. Двое суток экипаж в повреждённой машине успешно отбивал атаки окруживших его финнов. 17 декабря 1939 года 40-я лёгкая танковая бригада вышла к линии Маннергейма на участке Вяйсянен — Тасионламмет — Меркки. Младший командир И. Д. Сиволап попытался сходу преодолеть ряды гранитных надолбов, преграждавших путь танку, но в это время финны открыли огонь из замаскированных ДОТов. Гибель танка казалась неизбежной, но мастерство механика-водителя Сиволапа позволило вывести машину из под огня. В дальнейшем Сиволап трижды водил танк в атаку на вражеские ДОТы, но дальнейшее продвижение советских войск на Карельском перешейке было остановлено.
25 декабря 1939 года на базе оперативной группы В. Д. Грендаля была создана 13-я армия, в состав которой вошла и 70-я лёгкая танковая бригада, а 7 января 1940 года для штурма линии Маннергейма был создан Северо-Западный фронт. 13-я армия перешла в наступление 11 февраля 1940 года по всему фронту от озера Муолаан-ярви до реки Вуоксы. 40-я лёгкая танковая бригада поддерживала действия 136-й стрелковой дивизии, штурмовавшей укреплённый район Суурниеми, располагавшийся между озёрами Муолаан-ярви и Тассионламмет. В первый день штурма механик-водитель И. Д. Сиволап вывел свою машину на господствующую высоту, откуда экипаж огнём из пушки и пулемёта до 14 февраля 1940 года обеспечивал поддержку наступающим стрелковым частям.
В течение трёх дней стрелковым подразделениям удалось овладеть лишь передовым рубежом обороны финнов. Дальнейшее продвижение пехоты было вновь остановлено огнём ДОТов. В этих условиях особые надежды возлагались на танки. 15 февраля 1940 года лучший экипаж 70-й лёгкой танковой бригады в составе командира танка Климина, башенного стрелка Шевченко и механика-водителя Сиволапа получил приказ подавить огонь вражеских ДОТов, мешавших продвижению стрелковых подразделений. Преодолев противотанковые заграждения под сильным пулемётным и артиллерийским огнём, танк, ведомый И. Д. Сиволапом, почти вплотную приблизился к вражеским ДОТам и вступил с ними в перестрелку. В ходе боя экипаж заставил замолчать не менее трёх долговременных огневых точек противника. Однако финнам удалось подбить танк из противотанкового орудия. Экипаж машины получил ранения различной степени тяжести, а его огневые средства были выведены из строя. Тем не менее, Сиволап, эвакуировав в тыл пострадавший экипаж, на повреждённом танке вернулся на поле боя, использовав машину как броневой щит для пехотинцев, а также для эвакуации раненых красноармейцев и подвоза горючего и боеприпасов. 22 февраля 1940 года в бою за деревню Корпиа танк, ведомый механиком-водителем Сиволапом, шесть раз ходил в атаку на вражеские укрепления. В последней атаке танк был подбит, но экипаж не покинул машину, а продолжал вести огонь, обеспечив выполнение боевой задачи стрелковыми подразделениями.
7 апреля 1940 года за образцовое выполнение боевых заданий командования на фронте борьбы с финской белогвардейщиной и проявленные при этом отвагу и геройство младшему командиру Сиволапу Ивану Даниловичу указом Президиума Верховного Совета СССР было присвоено звание Героя Советского Союза.
После окончания Зимней войны до 13 июня 1940 года 70-я лёгкая танковая бригада дислоцировалась в Выборге, затем была переведена в Прибалтику. В марте 1941 года на её базе была создана 21-я танковая дивизия, которая перед началом Великой Отечественной войны дислоцировалась под Ленинградом. В боях с немецко-фашистскими захватчиками и их финскими союзниками старшина И. Д. Сиволап со 2 июля 1941 года в должности механика-водителя 42-го танкового полка 21-й танковой дивизии 10-го механизированного корпуса 23-й армии Северо-Западного фронта. Участвовал в боях с финскими подразделениями у станции Иматра. Однако в связи с угрозой прорыва немецких танковых частей к Ленинграду 21-я танковая дивизия почти в полном составе была спешно переброшена в Лугу и 11 июля 1941 года вместе с остатками 90-й стрелковой дивизии и 5-го пограничного отряда войск НКВД вступила в бой с передовыми частями немецкой группы армий «Север» у деревни Комарино.
В ходе боя дивизия потеряла 17 танков и вынуждена была отойти к деревне Лудони. Здесь 11 июля 1941 года танк, механиком-водителем которого был И. Д. Сиволап, был подбит. Экипаж погиб.
Долгое время Иван Данилович числился пропавшим без вести. Лишь в 1970-е годы его останки были обнаружены и перезахоронены на его родине в селе Малониколаевка

## Награды
- Медаль «Золотая Звезда» (07.04.1940);
- орден Ленина (07.04.1940);
- медаль «За отвагу» (февраль 1940).

## Память
- Именем Героя Советского Союза И. Д. Сиволапа назван квартал в посёлке городского типа Малониколаевка Луганской области Украины.

## Документы
- Общедоступный электронный банк документов «Подвиг Народа в Великой Отечественной войне 1941—1945 гг.» Дата обращения: 15 июня 2012. Архивировано из оригинала 13 марта 2012 года.

Представление к званию Героя Советского Союза. Дата обращения: 15 июня 2012. Архивировано 25 сентября 2012 года.
- Обобщённый банк данных «Мемориал». Дата обращения: 15 июня 2012. Архивировано из оригинала 10 мая 2012 года.

ЦАМО, ф. 58, оп. 818883, д. 820. Дата обращения: 15 июня 2012. Архивировано 25 сентября 2012 года.
Информация из списков захоронения. Дата обращения: 15 июня 2012. Архивировано 25 сентября 2012 года.
Схема захоронения. Дата обращения: 15 июня 2012. Архивировано 25 сентября 2012 года.